# Rosalie Beuret Siess
Rosalie Beuret Siess (* 24. August 1978 in Porrentruy) ist eine Schweizer Politikerin (Sozialdemokratische Partei). Seit dem 25. März 2020 ist sie Ministerin bzw. Finanzministerin des Kantons Jura.

## Ausbildung
Rosalie Beuret Siess absolvierte im Jahr 1997 die Matura am Lycée cantonal de Porrentruy. Von 1997 bis 2003 studierte sie an der Universität Lausanne Soziologie, Anthropologie und Politikwissenschaften und schloss mit dem Lizentiat in Sozialwissenschaften ab. 2013 absolvierte sie am IDHEAP ein CAS (Certificat exécutif en management et action publique, CEMAP).

## Politische Tätigkeit
Beuret Siess war auf Gemeindeebene zuerst Stadträtin (Legislative, 2005–2017) und dann Gemeinderätin (Exekutive, 2018–2020) in Porrentruy. 2016 wurde sie in den Grossen Rat des Kantons Jura gewählt. Sie war zudem 10 Jahre lang Co-Präsidentin der jurassischen SP-Frauen (2006–2016). 2020 schaffte sie den Sprung in die jurassische Kantonsregierung. Im zweiten Wahlgang wurde sie am 1. März 2020 als Nachfolgerin von Charles Juillard (CVP) in die Exekutive gewählt. Die CVP verlor damit einen Sitz an die SP. Am 8. November 2020 wurde sie wiedergewählt.

## Privatleben
Beuret Siess wuchs in Porrentruy auf. Sie ist verheiratet, Mutter zweier Kinder und konfessionslos.